# Compsocryptus hugoi
Compsocryptus hugoi är en stekelart som beskrevs av Dmitriy R. Kasparyan och Ruiz-cancino 2005. Compsocryptus hugoi ingår i släktet Compsocryptus och familjen brokparasitsteklar. Inga underarter finns listade i Catalogue of Life.